# Cake (sång)
Cake är en låt framförd av den sydkoreanska tjejgruppen Itzy. Den gavs ut som huvudsingeln från deras sjunde EP Kill My Doubt den 31 juli 2023 genom JYP Entertainment och Republic Records.

## Komposition
"Cake" är skriven och komponerad av duon B.E.P, med ytterligare text av Jeon Goon, ytterligare musik och arrangemang av Flyt samt arrangemang av Rado från B.E.P. Låten har beskrivits som en "energisk" pop- och hiphoplåt karakteriserad av "energiska blåsinstrument och trumsound" med en text som handlar om att "enkelt glömma bort alla dina problem, som en piece of cake". Medlemmen Yeji har berättat att låten "är en sommarmelodi fylld med tjejgruppens energiska stil". Yuna noterade att "låtens huvudsyfte är den somriga melodin som garanterat kommer att lätta på värmeböljan". "Cake" är komponerad i G-dur med ett tempo på 103 slag i minuten.

## Musikvideo
Videon till låten publicerades på JYP Entertainments Youtube-kanal den 31 juli 2023. Den regisserades av Rima Yoon och DJ Jang från Rigend Film. I videon skapar Itzy "trubbel" med scener som varvas mellan att de "går in i ett filmuppsättning" och "skapar mindre olyckor" innan man får se "världen [börja] falla sönder omkring dem, [fastän] tjejgruppen fortsätter att sjunga och dansa glatt".

## Medverkande
Medverkande är hämtade från EP:ns häfte.
Studio
- JYPE Studio – inspelning
- 821 Sound – inspelning
- Sterling Sound – mastering

Personal
- Itzy – sång
- Rado – producent, bakgrundssång, arrangemang, digital redigering, sångcoach, stränginstrument
- Flyt – producent, komposition, arrangemang, digital redigering, gitarr, bas
- Ashley Alisha – bakgrundssång
- B.E.P – sångtext, komposition
- Jeon Goon – sångtext
- Uhm Sae-hee – inspelning
- Goo Hye-jin – inspelning
- Kim Min-hee – inspelning
- Curtis Douglas – ljudmix
- Chris Gehringer – mastering

## Listplaceringar
| Lista (2023)              | Högsta placering |
| ------------------------- | ---------------- |
| Singapore Regional (RIAS) | 19               |
| Sydkorea (Circle)         | 56               |
| Taiwan (Billboard)        | 23               |